# 市政劇場

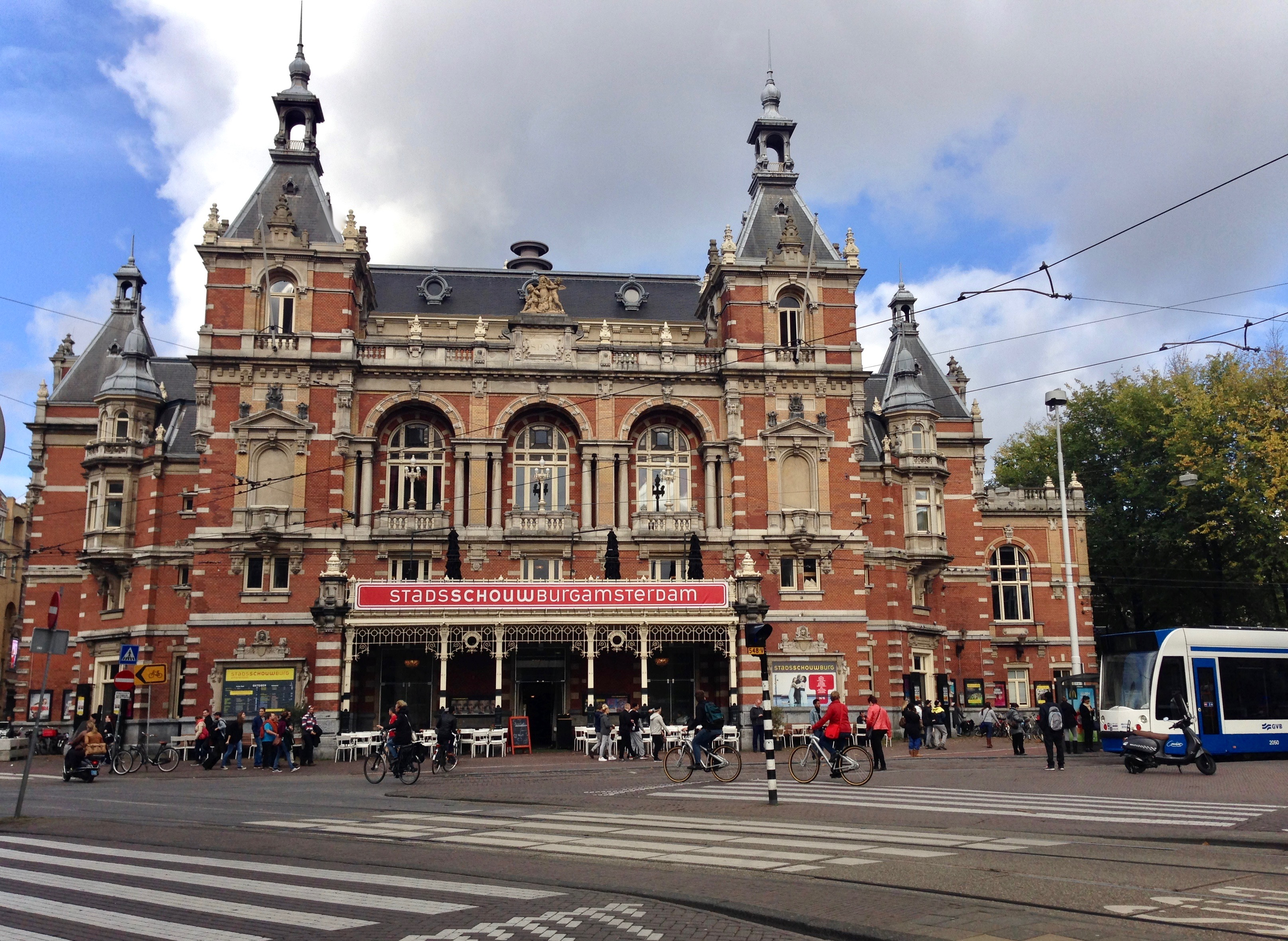
現在的市政劇場

市政劇場（荷蘭語：Stadsschouwburg）是荷蘭首都阿姆斯特丹的一座劇場建築，位於萊頓廣場。這座建築興建於1894年，是新文藝復興式建築，也曾是荷蘭國家歌劇和芭蕾舞劇團的劇場。 

## 外部連結
- Homepage （页面存档备份，存于）
- Monument

52°21′50″N 4°52′55″E / 52.36389°N 4.88194°E